# Parti français national-collectiviste
Pour les articles homonymes, voir Parti français.
Le Parti français national-collectiviste (PFNC), précédemment Parti français national-communiste, était un parti politique français d'inspiration socialiste et très proche du fascisme.

## Histoire
Il est apparu officiellement le 7 avril 1934 sous le nom de Parti français national-communiste (PFNC), créé par le journaliste Pierre Clémenti. Son journal était Le Pays libre. Le mouvement est relancé en juillet 1940. Les autorités allemandes d'occupation ayant refusé l'adjectif communiste, le parti devient le Parti français national-collectiviste, ce qui lui permet de garder le même sigle.
Le parti a été l'un des initiateurs de la Légion des volontaires français contre le bolchevisme (LVF).

## Jeune front
Le jeune Robert Hersant fonde au début de l'Occupation « Jeune front », un groupuscule pronazi situé dans l'orbite du Parti français national-collectiviste. La principale activité du « Jeune front » est de distribuer le journal antisémite Au Pilori, l'un des plus extrémistes de la collaboration, subventionné par les autorités allemandes. « Jeune Front » est la section de jeunesse (16-21 ans) des « Gardes françaises ». Hersant obtient début août 1940 un local pour son groupuscule, au 28, avenue des Champs-Élysées. Les membres du groupe se livrent également à des violences contre les commerçants de confession juive près de leur quartier général.
Clémenti décide cependant en septembre 1940 de se séparer d'Hersant, et le remplace à la tête du Jeune front par Jean-Marie Balestre. Hersant s'associe alors avec ce dernier dans le but de faire scission, mais c'est un échec et Clémenti prend possession du local du Jeune front.

### Presse
- Le Pays libre dans Retronews, les archives numériques des journaux de la BnF.